# Calíope

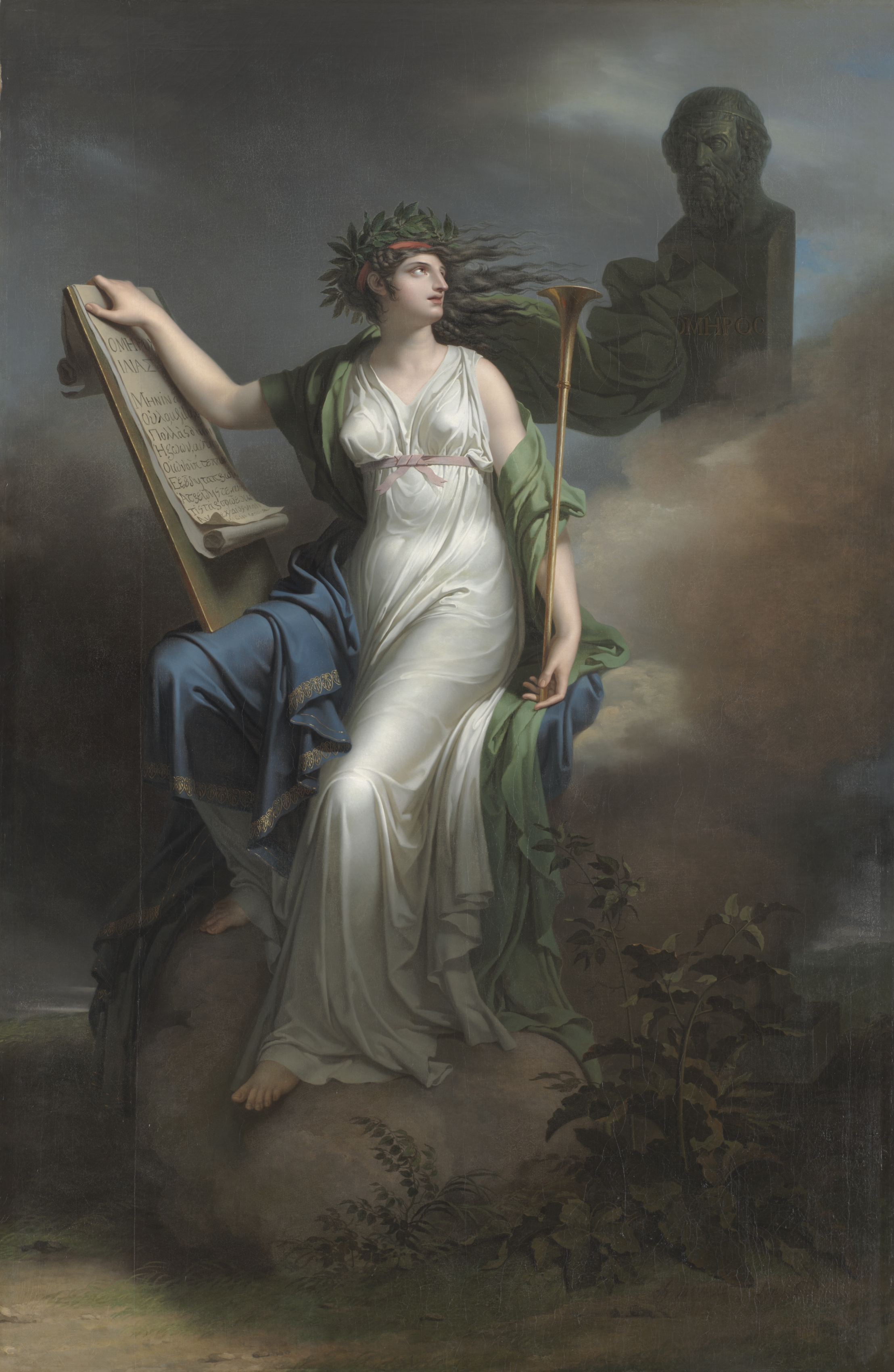
La musa Calíope, por Charles Meynier.

En la mitología griega, Calíope (en griego antiguo Καλλιόπη Kalliópê, ‘la de la bella voz’) es la musa de la poesía épica o de la poesía en general. Se dice que inventó el canto. Calíope preside la razón del gobernante. Da a los poetas las coronas de laureles y otorga la sabiduría en general. Los atributos por los que era conocida son los de una muchacha de aire majestuoso, con una corona dorada o guirnaldas sobre la cabeza, una trompeta en una mano y un pergamino en la otra mano. En otras ocasiones, en vez del pergamino lleva una tablilla o un libro. También es frecuente representarla con sus hijos. 
Como las demás musas, Calíope es hija de Zeus y Mnemosine, y en concreto la mayor de todas ellas. Hesíodo dice que es la más importante de todas, pues ella asiste a los venerables reyes. De Calíope y Eagro, o supuestamente Apolo, nacen Lino, a quien mató Heracles, y Orfeo, el citaredo, que con su canto conmovía a las piedras y los árboles. Calíope se casó con Eagro en Pimplea, cerca del monte Olimpo. Se dice que venció a las Emátides, hijas de Píero en un certamen de canto. Calíope venció y como castigo por su osadía transformó a las muchachas en pegas, las gritonas de los bosques.
De Calíope y el río Estrimón nació Reso, a quien Diomedes mató en Troya. Algunos incluso dicen que la fabulosa madre de Homero fue Calíope o bien fue su antepasada. Estrabón afirma que fue madre con Zeus de los Coribantes. Se dice que Apolo fue padre, con una de las «madres celestes (las musas)», de Lino («canto de lamento»), Himeneo («canto nupcial») y Yálemo («canción de suma tristeza»); cada uno fue hijo de una musa diferente pero sus identidades no se han conservado. O bien Yálemo fue hijo de Calíope y Apolo. En algunos casos fue la madre de las sirenas en unión con el Aqueloo. El poeta Virgilio la invoca para escribir sus versos de la Eneida.
En una ocasión Zeus le encargó la resolución de la embarazosa disputa entre Afrodita y Perséfone por la custodia (y disfrute) de Adonis. La resolvió decidiendo que Adonis pasase medio año con cada una. Afrodita, indignada porque quería tenerlo siempre consigo, se vengó provocando que las mujeres de Tracia despedazaran a Orfeo, el hijo de Calíope.